# 普康公主 (唐玄宗)
普康公主（？—？），唐朝公主，是中国唐朝皇帝唐玄宗李隆基的女儿。
普康公主早夭，在唐懿宗咸通九年（869年）追封。疑为唐懿宗女普康公主。一说她即唐玄宗的第二十女高阳公主。